# باندا
باندا Bandha (همچنین کارما باندا - karma-bandha) در آیین جین، رهایی از کارما است.  باندا (اسارت) بلافاصله پس از Asrava (ایجاد کارما) می‌آید. 

## بررسی اجمالی
طبق متن جین Tattvartha sutra، فعالیت‌هایی که باعث اسارت (یا باندها) می‌شوند عبارتند از: 
- باور غلط
- عدم پرهیز
- غفلت
- علایق

طبق متن جین Samayasār، آزاد از اسارت کارما باندها است.

## طبقه‌بندی
اسارت بر چهار قسم است: 
1. ماهیت یا گونه‌های کارما
2. مدت کارما
3. ثمره کارما
4. نقاط کارما